# بيتر نوغلي
بيتر نوغلي (بالألمانية: Peter Nogly) من مواليد 14 يناير 1947 ، لاعب كرة قدم ألماني سابق.
لعب مع منتخب ألمانيا لكرة القدم.

## روابط خارجية
- بيتر نوغلي على موقع الاتحاد الأوربي (الإنجليزية)
- بيتر نوغلي على موقع قاعدة بيانات كرة القدم.إي يو (الإنجليزية)
- بيتر نوغلي على موقع بيانات كرة القدم. دي إي (الألمانية)
- بيتر نوغلي على موقع ناشيونال فوتبول تيمز (الإنجليزية)
- بيتر نوغلي على موقع عالم كرة القدم.نت (الإنجليزية)